# José Luis Manzano
José Luís Manzano (ur. 30 grudnia 1962 w Vallecas, w pobliżu Madrytu, zm. 20 lutego 1992 w Madrycie) – hiszpański aktor filmowy. 

## Życiorys
Przyszedł na świat w 1962 roku w Vallecas, w pobliżu Madrytu. Krótko po narodzeniu, jego ojciec zmarł w więzieniu w Carabanchel. Jego matka musiała zająć się ośmiorgiem dzieci pracując w dzień i w nocy, zanim popadła w alkoholizm. José Luis zaczął zarabiać na życia ze swoim przyjacielem José Luisem „El Pirri” Fernándezem Eguią i innymi kolegami. Mając dwanaście lat zajmował się kradzieżą torebek na rynkach, a następnie sprzedażą samochodów. Wiosną 1978 roku napadł na sklep jubilerski. Dla kina został odkryty przez Eloya de la Iglesię, który zabrał go z poprawczaka do swojego domu, dał mu pieniądze, aby zapewnić mu godne życie oraz wynajął prywatnego nauczyciela. Przez dwa lata José Luis był synem i kochankiem Eloya de la Iglesia. 
Debiutował rolą 15-letniego przestępcy Jaro w filmie przygodowym Navajeros (1980) z Veronicą Castro, który okazał się sukcesem i zebrał pochlebne recenzje na całym niemal świecie. Po występie w filmie Jordi Cadena Południowa Barcelona (Barcelona Sur, 1981), który nie był już tak udany, Manzano zagrał postać José, uzależnionego od narkotyków i zaangażowanego w prostytucję w saunie w dramacie Koledzy (Colegas, 1982). W filmie Na rachunku (El Pico, 1983) i sequelu Na rachunku 2 (El Pico 2, 1985) wystąpił w roli uzależnionego od heroiny Paco.
W dniu 20 lutego 1992 roku jego ciało zostało znalezione martwe z igłą na rękach, zmarł na skutek przedawkowania heroiny. Pochowany został w dniu 22 lutego 1992 w Madrycie.